# Route transafricaine Le Caire-Dakar
L' autoroute Le Caire-Dakar ou TAH 1 est l'autoroute transafricaine 1 du réseau routier transcontinental développé par la Commission économique des Nations Unies pour l'Afrique (CEA), la Banque africaine de développement (BAD) et l'Union africaine. La majeure partie de l'autoroute entre Tripoli et Nouakchott a été construite dans le cadre d'un projet de l'Union du Maghreb arabe.
Elle est pratiquement achevée, à l'exception de quelques kilomètres à la frontière entre le Sahara occidental et la Mauritanie, où il n'existe actuellement qu'une piste désertique. Elle rejoint l'autoroute Dakar-Lagos (TAH 7) pour former une route nord-sud entre Rabat et Monrovia à travers le Sahara et autour de l'extrémité occidentale du continent. 
Depuis 1994, la frontière terrestre entre l'Algérie et le Maroc est complètement fermée, de ce fait l'autoroute ne peut pas être utilisée dans son intégralité. 

## Intersections avec d'autres autoroutes transafricaines
Route transafricaine Le Caire-Dakar croise les routes transafricaines suivantes:
- Transafricaine 4 à Caire (Égypte);
- Transafricaine 3 à Tripoli (ville de Libye);
- Route transsaharienne à Alger (Algérie);
- Autoroute côtière trans-ouest-africaine à Dakar (Sénégal);
- Route trans-sahélienne à Dakar.